# Karpofor
Karpofor (gr. karpos – owoc, phoreo – noszę) – przedłużenie szypułki kwiatowej, na którym umieszczone są owocolistki słupkowia apokarpicznego (owocolistki nie zrośnięte z sobą) lub owocki (rozłupki) po rozpadnięciu się owocu (rozłupni).
Karpoforem nazywa się też czasami owocnik grzybów.